# Asiarca
Asiarca (em grego clássico: Ἀσιάρχης; romaniz.: Asiarches, lit.  "governador da Ásia") era uma posição proeminente na província romana da Ásia, cuja natureza não é totalmente clara. Os asiarcas eram provavelmente os representantes anuais das cidades mais importantes da província, que presidiam a assembleia provincial (koinon) e tinham que organizar e realizar os jogos públicos em honra dos deuses e no culto imperial romano às suas custas. Os asiarcas ficavam sediados nas cidades onde esse festival acontecia e onde os templos dos deuses em questão estavam localizados, por exemplo, Éfeso e Pérgamo. Eles eram eleitos pelas cidades e confirmados pelo procônsul romano. Os asiarcas são conhecidos por inúmeras inscrições, mas também são mencionados em Atos (19,31) e no Martírio de Policarpo.
Entre a comunidade científica, a identificação dos asiarcas com os "sumos sacerdotes da (província) Ásia" (archiereus tes Asias), cujo ofício ritual também está ligado ao culto imperial em cidades selecionadas em inúmeras inscrições, é contestada. Embora a maioria dos estudiosos tenha a visão tradicional de que asiarca e archiereus são dois nomes para o mesmo cargo, alguns pesquisadores assumem que os asiarcas, ao contrário dos sumos sacerdotes, ocupavam um cargo local.
Posições equivalentes existiam em outras províncias romanas, por exemplo, macedoniarca, bitiniarca, galaciarca e liciarca.